# Londigny
Londigny ist eine französische Gemeinde mit 246 Einwohnern (Stand: 1. Januar 2022) im Département Charente in der Region Nouvelle-Aquitaine (vor 2016 Poitou-Charentes); sie gehört zum Arrondissement Confolens und zum Kanton Charente-Nord. Die Einwohner werden Londinois genannt.

## Geographie
Londigny liegt etwa 53 Kilometer nördlich von Angoulême und wird umgeben von den Nachbargemeinden Sauzé-entre-Bois im Nordwesten, Norden und Nordosten, Saint-Martin-du-Clocher im Südosten und Süden sowie Montjean im Westen.

## Bevölkerungsentwicklung
| Jahr                       | 1962 | 1968 | 1975 | 1982 | 1990 | 1999 | 2006 | 2019 |
| Einwohner                  | 311  | 278  | 242  | 242  | 228  | 219  | 241  | 254  |
| Quellen: Cassini und INSEE |      |      |      |      |      |      |      |      |

## Sehenswürdigkeiten
- Kirche Saint-Hilaire aus dem 12. Jahrhundert

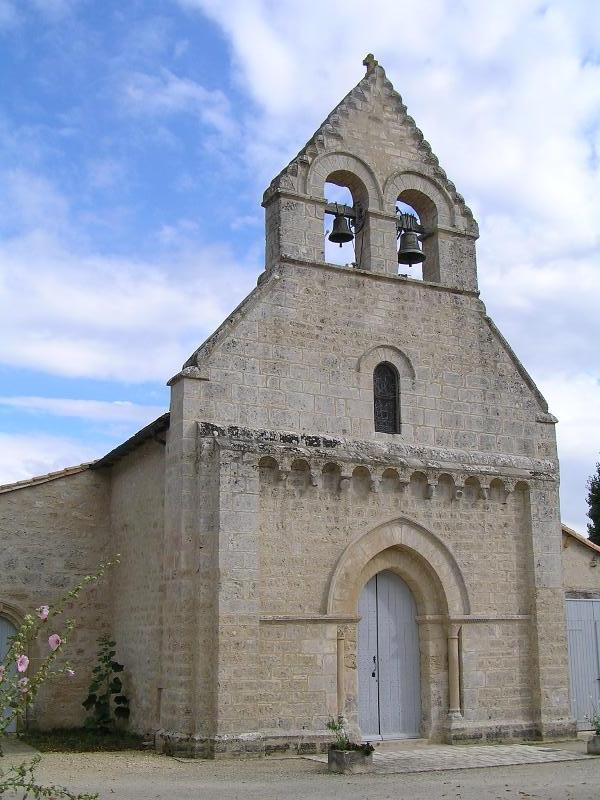
Kirche Saint-Hilaire

- Schloss Le Peu aus dem Jahre 1635